# Szürkebegyfélék
A szürkebegyfélék (Prunellidae) a madarak osztályának verébalakúak (Passeriformes) rendjébe tartozó család.

## Rendszerezés
A családot Charles Wallace Richmond írta le 1908-ban, az alábbi nem 13 faja tartozik ide:
- Prunella Vieillot, 1816
  - havasi szürkebegy (Prunella collaris)
  - himalájai szürkebegy (Prunella himalayana)
  - nepáli szürkebegy (Prunella immaculata)
  - vöröstorkú szürkebegy (Prunella rubeculoides)
  - erdei szürkebegy (Prunella modularis)
  - feketetorkú szürkebegy (Prunella atrogularis)
  - örmény szürkebegy (Prunella ocularis)
  - jemeni szürkebegy (Prunella fagani)
  - hegyi szürkebegy (Prunella montanella)
  - rőt szürkebegy (Prunella rubida)
  - vonalkázott szürkebegy (Prunella strophiata)
  - fakó szürkebegy (Prunella fulvescens)
  - sztyeppei szürkebegy (Prunella koslowi)